# Межинко
Межинко (пол. Mierzynko) — село в Польщі, у гміні Ґневіно Вейгеровського повіту Поморського воєводства.
У 1975-1998 роках село належало до Гданського воєводства.